# Ayumi hamasaki COUNTDOWN LIVE 2005-2006 A
『ayumi hamasaki COUNTDOWN LIVE 2005-2006 A』（アユミ・ハマサキ・カウントダウン・ライブ・2005-2006 エー）は、2005年12月30日、31日に国立代々木競技場第一体育館で開催された浜崎あゆみのカウントダウン・ライブ、および2006年3月23日に発売されたDVDである。なお、タイトルの最後にある「A」はロゴ表記。

## 曲目
1. STEP you
2. SURREAL
3. UNITE!
4. fairyland
5. Endless sorrow
6. Because of You
7. theme of a-nation '03
8. evolution
9. flower garden
10. Humming 7/4
11. Boys & Girls
12. Bold & Delicious
13. rainy day
14. LOVE〜Destiny〜
15. HEAVEN
16. Startin'
17. Trauma
18. winding road

## 参加ミュージシャン
- 浜崎あゆみ：Vocal

バンドメンバー
- エンリケ：Bass
- 野村義男：Guitar
- 友成好宏：Keyboards
- 宮崎裕介：Keyboards
- 江口信夫：Drums
- 濱田“ペコ”美和子：Chorus
- 山崎“プリンセス”陽子：Chorus
- 辻元宏：Manipulator

ダンサー
- 大坪剛
- ひらさわみちはる
- 水野周也
- 神優作
- 冨田統星
- 片岡直人
- 前原ちさ
- 野村かやの
- 斉藤みどり
- 米田あき

和太鼓
- Bonten